# Schutzmachttätigkeit der Schweiz im Zweiten Weltkrieg
Die neutrale Schweiz übte im Zweiten Weltkrieg eine diplomatische Tätigkeit als Schutzmacht aus. Dazu beschloss der Schweizer Bundesrat bei Kriegsausbruch im September 1939 die Schaffung der Abteilung für fremde Interessen.
Mit der bedingungslosen Kapitulation NS-Deutschlands am 8. Mai 1945 und Japans am 2. September 1945 löste die Schweiz nach und nach die Schutzmachtabteilungen auf und stellte die kriegsbedingte Schutzmachttätigkeit per 31. März 1946 ein. Der im Januar 1946 verfasste Rechenschaftsbericht der Abteilung für fremde Interessen des Eidgenössischen Politischen Departementes für die Zeit von September 1939 bis Anfang 1946 hielt diese Tätigkeit fest.

## Abteilung für fremde Interessen
|             |            | Schweizer | Ausländer | Total |
| ----------- | ---------- | --------- | --------- | ----- |
| Anfang 1940 | in Bern    | 7         | -         | 7     |
| Anfang 1940 | im Ausland | 17        | 8         | 25    |
| Anfang 1941 | in Bern    | 11        | -         | 11    |
| Anfang 1941 | im Ausland | 37        | 9         | 46    |
| Anfang 1942 | in Bern    | 62        | -         | 62    |
| Anfang 1942 | im Ausland | 84        | 314       | 398   |
| Anfang 1943 | in Bern    | 116       | -         | 116   |
| Anfang 1943 | im Ausland | 271       | 537       | 808   |
| Anfang 1944 | in Bern    | 140       | -         | 140   |
| Anfang 1944 | im Ausland | 334       | 748       | 1082  |
| Anfang 1945 | in Bern    | 130       | -         | 130   |
| Anfang 1945 | im Ausland | 374       | 734       | 1108  |
| Anfang 1946 | in Bern    | 50        | -         | 50    |
| Anfang 1946 | im Ausland | 96        | 324       | 420   |

Kurz nach dem deutschen Überfall auf Polen entschied sich der Schweizer Bundesrat am 8. September 1939 die Abteilung für fremde Interessen zu schaffen, angegliedert an das Eidgenössische Politische Departement (EPD), heute das Eidgenössische Departement für auswärtige Angelegenheiten (EDA). Anfragen, die Übernahme von Schutzmachtmandaten betreffend, waren bereits eingegangen. Die schweizerische Bundesversammlung erteilte dem Bundesrat am 30. August 1939 ausserordentliche Befugnisse (Vollmachten), die „normalerweise nur dem Parlament“ zustanden.

### Leitung
Leiter wurde der aus dem Ruhestand geholte ehemalige schweizerische Gesandte, Minister Charles Lardy. Nach seinem plötzlichen Tod im Oktober 1939 trat Dr. Hans Fehr, Professor für Rechtsgeschichte an der Universität Bern, seine Nachfolge an. Zum Dekan der juristischen Fakultät der Universität ernannt, demissionierte Minister Fehr im Juni 1940. Die Leitung der Abteilung übernahm Minister Arthur de Pury bis zum April 1945. Von April bis Ende Oktober 1945 stand Legationsrat Jacques de Saussure der Abteilung ad interim vor.

### Sektionen

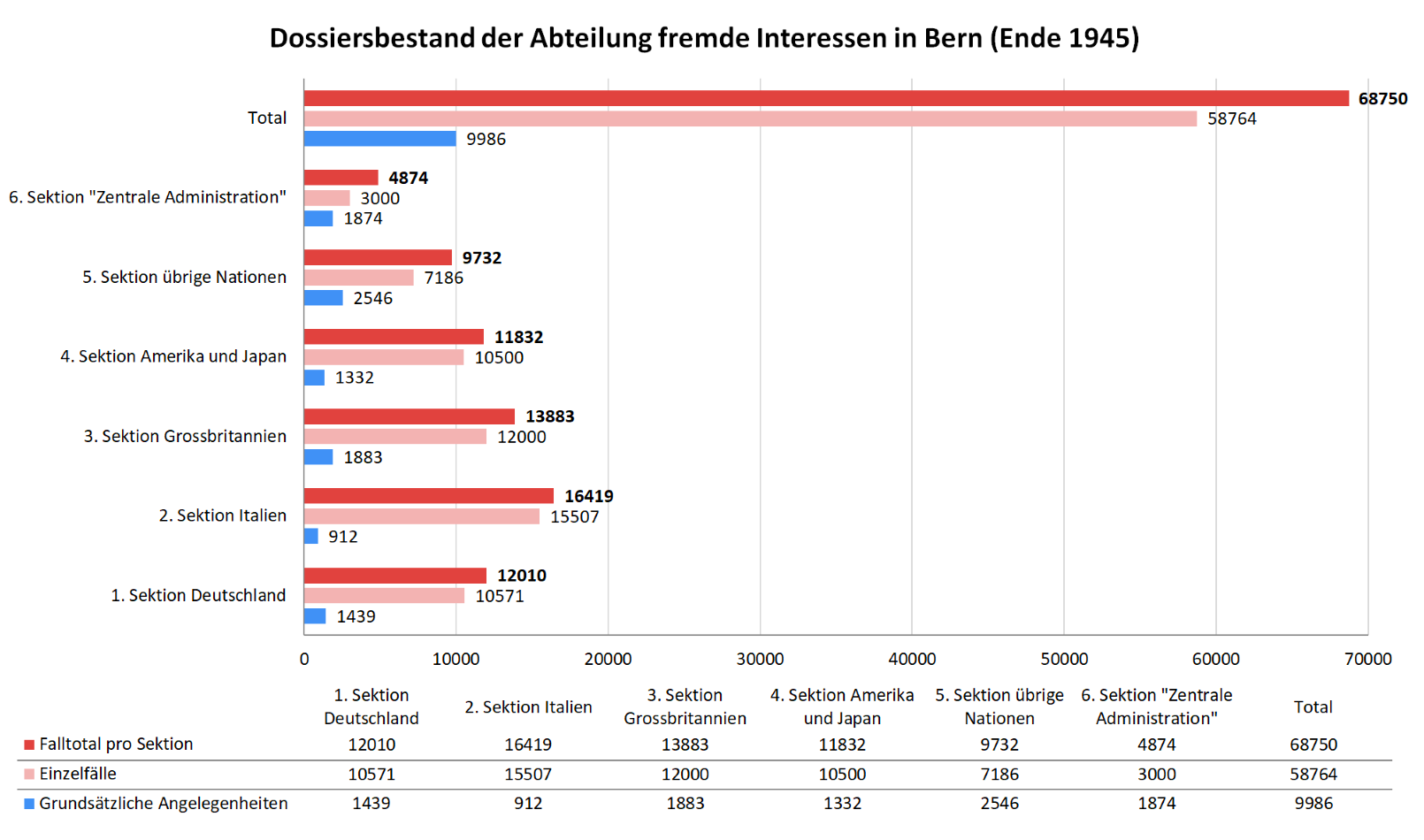
Abteilung für fremde Interessen: Bestand der Dossiers Ende 1945

Mit fortlaufender Kriegsdauer stieg die Anzahl der Schutzmandate. Die Abteilung für fremde Interessen verteilte die Mandate organisatorisch auf fünf Sektionen:
1. Sektion: Deutschland   (Leitung Jakob Burckhardt, ab Februar 1943 Antonino Janner)
2. Sektion: Italien   (Leitung Henri Schreiber bis Ende 1943)
3. Sektion: Grossbritannien   (Leitung Charles-Albert Dubois)
4. Sektion: USA und Japan   (Leitung Emil(e) Bisang)
5. Sektion: übrige Staaten   (Leitung Robert Maurice).

Zur Bewältigung der Aktenflut wurden ein Generalsekretariat sowie eine Kanzlei geschaffen. Bis Ende 1945 belief sich die Zahl der angelegten Dossiers auf 68'750.
Ab 1940 waren für die Abteilung für fremde Interessen zwischenzeitlich 153 Beamte oder Angestellte in Bern und über 1000 im Ausland beschäftigt. In Ländern, in denen die Tätigkeit unter anderem durch die Betreuung von Kriegsgefangenen gross war, wurden selbständige Sonderabteilungen zwecks ausschliesslicher Vertretung fremder Interessen eingerichtet. Zusätzlich wurden Hilfskräfte rekrutiert, teils an Ort und Stelle, um dem anfänglichen Personalmangel infolge Rekrutierungsschwierigkeiten von „geschultem Personal“ zu begegnen.

## Voraussetzungen zur Übernahme der Interessensvertretung durch die Schweiz
Die Schweiz übte die Tätigkeit als Schutzmacht während des Zweiten Weltkrieges nur nach entsprechendem Ersuchen einer anderen Regierung aus. Auf private Begehren ist sie in der Regel nicht eingegangen. Sie übernahm nur dann ein Mandat, wenn die ausdrückliche Zustimmung der Gegenseite vorlag. Die Mandat erteilende Regierung musste das Begehren dem Eidgenössischen Politischen Departement in Bern vorbringen. Als völkerrechtliche Grundlage diente das Genfer Kriegsgefangenenabkommen von 1929. Allerdings umschrieb dieses Abkommen lediglich die Schutzmachttätigkeit eines Staates, ohne sie verbindlich zu definieren. Daher betrachtete die Abteilung für Auswärtiges bzw. nach ihrer Schaffung die Abteilung für fremde Interessen das Mandat nur dann als übernommen, wenn die Zustimmung des Staates (Agrément) vorlag, „in dessen Zuständigkeitsbereich die Vertretung erfolgen sollte“. Begehren, Mitteilungen und Beschwerden des Mandat erteilenden Staates zuhanden der anderen Konfliktpartei(en) wurden über seine Vertretung in Bern der schweizerischen Abteilung für fremde Interessen vorgebracht, die diese über die entsprechende schweizerische Delegationen vor Ort dem dortigen Aussenministerium oder den zuständigen Heeresstellen weiterleitete.
Neben offiziellen Interessensvertretungen trat die Schweiz als Schutzmacht auch dann auf, wenn ihre Tätigkeit nur geduldet war. Diese „de facto Vertretungen“  kamen zustande, wenn ein Staat eine andere Regierung nicht anerkannte, wie dies im Zuge von Regimewechseln (Regierung von Maréchal Pétain in Vichy-Frankreich) oder Exilregierungen der Fall war. Auch nach der Befreiung von besetzten Gebieten (wie z. B. Belgien, Niederlande, Norwegen, Königreich Jugoslawien oder Griechenland), in welchen die Zustimmung zur Schutzmachttätigkeit vom Okkupanten, NS-Deutschland, stammte, blieb beispielsweise das Vertreten der britischen und amerikanischen Interessen durch die Schweiz häufig bestehen.

Beim Abbruch der Beziehungen hatte das diplomatische und konsularische Personal das „Gastland“, nun Feindesland, innert „nützlicher Frist“ zu verlassen. Ihre völkerrechtliche Handlungsfähigkeit erlosch. Nicht selten wurde das zur Ausreise gezwungene diplomatische Personal wie in Grossbritannien und Deutschland inhaftiert. Massgebend für das Gewähren von Schutz „fremder Staatsangehöriger“ durch Schweizer Botschaften und Konsulate war das Schweizerische Konsularreglement (S.K.R.). Im Rechenschaftsbericht der Abteilung für fremde Interessen des Eidgenössischen Politischen Departementes für die Zeit von September 1939 bis Anfang 1946 wird der Art. 36 hervorgehoben:
„Anspruch auf Beistand des Konsuls haben […] Ausländer, soweit der Bundesrat durch Vereinbarung mit der Regierungen ihres Heimatstaates und des Residenzstaates die Vertretung ihrer Interessen übernommen hat. Nähere Bestimmungen hierüber werden vom Politischen Departement von Fall zu Fall erlassen.“

## Aufgaben der Schutzmachtabteilungen der Schweizer Delegationen vor Ort
Die Schweiz als Schutzmacht vermittelte während des Krieges zwischen den Konfliktparteien. Sie leitete dabei Begehren oder Beschwerden einer der Konfliktparteien an die andere über ihre eigenen diplomatischen Kanäle weiter. Sie versuchte zudem den Schutz und/oder die Betreuung der fremden Staatsangehörigen der Mandat erteilenden Macht im Feindland zu gewährleisten. Ihre diplomatischen und konsularischen Dienste waren grundsätzlich kostenlos. Die vertretenen Mächte kamen für die Gehälter der Abteilung für fremde Interessen in Bern wie auch für das Personal der schweizerischen Gesandtschaften vor Ort auf.

### Schutz des diplomatischen und konsularischen Personals
Nach dem Abbruch der diplomatischen und konsularischen Beziehungen zwischen zwei Staaten ist das Delegationspersonal verpflichtet, das „Gastland“ zu verlassen. Während des Zweiten Weltkrieges wurden die Amtspersonen auf britischer wie auf deutscher Seite zum Teil an der freien Ausreise gehindert, um sie im Austauschverfahren gegen eigenes, von der Feindmacht festgehaltenes Personal heimkehren zu lassen.
Die Schutzmachttätigkeit machte die Schweiz somit zur Vermittlerin beispielsweise zwischen der britischen und deutschen Seite. Sie führte dabei Austauschverhandlungen und übernahm die Betreuung des festgesetzten Personals. Dabei achteten die Schutzmachtabteilungen vor Ort auf „ranggemässe“ Behandlung und Schutz vor Belästigung der festgehaltenen Delegation im „Gewahrsamsstaat“.
Interniertes Personal wurde nach Möglichkeit auf dem Boden neutraler Staaten unter der Gewährleistung der betreffenden Regierung ausgetauscht. Diese Austausche fanden in Portugal, Spanien, Schweden und auch vereinzelt in der Schweiz statt.

### Betreuung von fremden Staatsangehörigen
In den kriegsführenden Staaten standen „feindliche Ausländer“ unter Registrierungszwang. Den Behörden als gefährlich oder verdächtig geltende Zivilpersonen wurden interniert. Einen völkerrechtlichen Schutz war ihnen nur im Fall von gültig bleibenden Staatsverträgen „zwischen dem Heimat- und Aufenthaltsstaats“ gegeben.
Das Genfer Abkommen über die Behandlung von Kriegsgefangen von 1929 sah keinen expliziten Schutz von Zivilpersonen vor. So stellte der Art. 81 nur jene Zivilpersonen wie „Kriegskorrespondenten, Zeitungsberichterstatter, Marketender und Lieferanten“ unter Schutz, die dem Heer folgend in Gefangenschaft gerieten und über einen Ausweis der Militärbehörden verfügten, „die sie begleiteten“.
Daher entschied der als Schutzmacht tätige Staat selbst über den Grad seines Engagements für fremde Staatsangehörige. Im Fall der Schweiz bedeutete dies, dass sie nur jenen Ausländern automatisch den gleichen Beistand wie den Schweizer Bürgern gewährte, mit deren Regierung der Schweizer Bundesrat eine Vereinbarung über die Vertretung ihrer Interessen übernommen hatte.

#### Rechtsschutz
Im Allgemeinen versuchte die Schweiz als Schutzmacht den Rechtsschutz der Schutzbefohlenen zu gewährleisten und im Fall von Missachtung beispielsweise des Genfer Kriegsgefangenenabkommens (1929) vor Ort zu intervenieren. Allerdings waren sich die Verantwortlichen sehr wohl der rechtlichen Grauzonen bewusst. Im Rechenschaftsbericht der Abteilung für fremde Interessen von 1946 wurde diesem Umstand wie folgt Rechnung getragen:
„Ein vollwertiger Schutz konnte naturgemäss im Kriege nicht gewährt werden, einerseits da die Freundschafts- und Niederlassungsverträge […] in ihrer Wirkung suspendiert waren, andererseits weil völkerrechtlich noch keinerlei Klarheit darüber besteht, welche Massnahmen gegenüber Feindangehörigen noch zulässig, welche dagegen als völkerrechtswidrig zu werten sind. Voraussetzung für eine wirksame Intervention ist aber eine rechtlich möglichst unanfechtbare Basis[.]“

#### Passwesen
Zum Rechtsschutz gehörte automatisch die Ausstellung von Schutzpässen. Das Beweisen der Staatsangehörigkeit war für das Erlangen des Rechtsschutzes sowohl gegenüber der Schutzmacht wie auch gegenüber dem Aufenthaltsstaat unerlässlich. Aber auch die Verlängerung von Pässen gehörte zum Aufgabenbereich, wobei diese „gemäss den Wünschen der Heimatstaates vorgenommen wurde“. Im Rechenschaftsbericht von 1946 lobte sich die Abteilung für fremde Interessen dafür, zahlreichen Juden die Deportation aus Deutschland durch die Ausstellung eines Schutzpasses erspart zu haben. Dabei betonte sie, Schutzpässe nur aufgrund genereller und im Zweifelsfall spezieller Ermächtigung des Heimatstaates abgegeben zu haben.
Anders verhielt sich der Schweizer Vize-Konsul in Budapest, Carl Lutz, der zusammen mit dem schwedischen Diplomaten Raoul Wallenberg ohne generelle oder spezielle Ermächtigung mehreren Zehntausend ungarischen Juden durch das Ausstellen von Schutzpässen das Leben rettete.

### Betreuung von Kriegsgefangenen
Die Schutzmachtabteilungen der Schweiz hatten in der Regel Zugang zu den in den kriegsführenden Ländern festgehaltenen feindlichen Kombattanten. Während die Abteilung für fremde Interessen in ihrem Rechenschaftsbericht die Behandlung der Kriegsgefangenen durch die britischen und amerikanischen Behörden lobte, strich sie die Probleme mit den japanischen Behörden heraus, die erst nach unzähligen Demarchen von Seiten der Schweizer Schutzmacht 1944 den Zugang zu japanischen Kriegsgefangenenlager gewährte. Hauptproblem war die fehlende Unterzeichnung des Abkommens über die Behandlung von Kriegsgefangenen von 1929 durch die japanische Regierung. Aber auch in den Unterzeichnerstaaten des Abkommens waren nicht alle Einrichtungen für Inspektionen zugänglich. So wurde zum Beispiel der Schweizer Schutzmachtabteilung in Berlin zwar 13 deutsche Lager im Reich und in den besetzten Gebieten zugänglich gemacht, nicht aber die Konzentrationslager im deutschen Einflussgebiet, „die nach deutscher Auffassung ausschliesslich in den Bereich der Innenpolitik fielen“. 
„Es zeigte sich, dass die Kriegsführenden auf die Mitarbeit der Schutzmacht und des Internationalen Komitees vom Roten Kreuz in der Frage der Behandlung von Zivilinternierten wie auch der Kriegsgefangenen grossen Wert legten[.] […] Unerfreulich waren auch hier die Erfahrungen mit Japan.“
Ähnlich dem Austausch von internierten Zivilpersonen setzte sich die Schweiz auch für das gegenseitige Austauschen von verwundeten oder kranken Kriegsgefangenen zwischen den Konfliktparteien ein. So konnten zum Beispiel im Oktober 1943 über Göteborg, Oran und Barcelona ca. 11'000 britische und deutsche Soldaten in ihre Heimat zurückkehren.

### Übermittlungsdienst

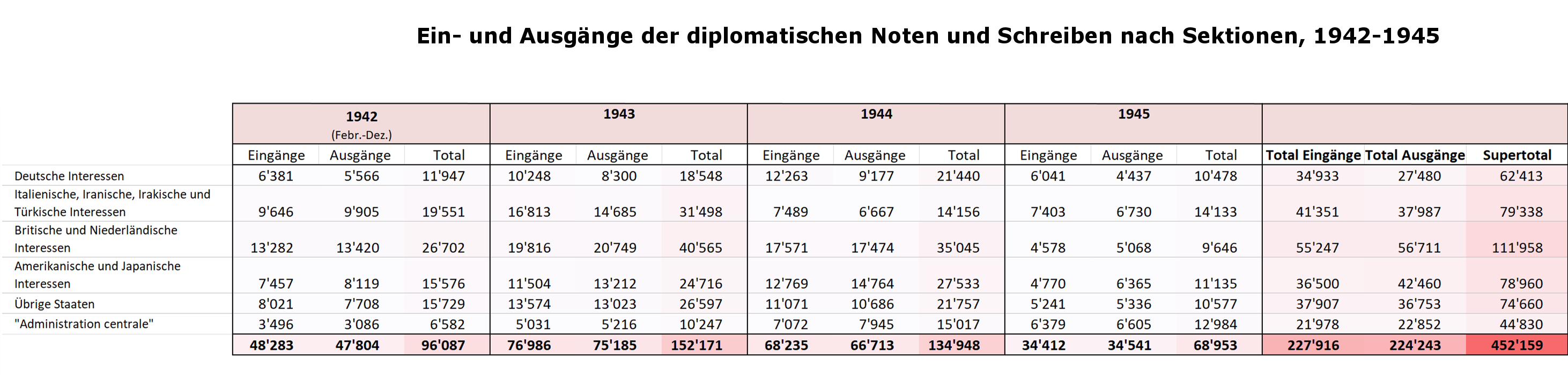
Ein- und Ausgänge der diplomatischen Noten und Schreiben nach Sektionen, 1942–1945.

Aufgrund der gegenseitigen Vertretung der Kriegsparteien kam der Schweiz die Funktion als „Briefträger“ zu. Die involvierten Mächte teilten über die Auslandsvertretungen in Bern der Abteilung für fremde Interessen ihre Begehren mit. Den betreffenden Aussenministerien, im Falle von Kriegsgefangen den zuständigen Kriegsministerien oder „zuständigen Heeresstellen“, wurde das Anliegen über die schweizerischen Missionen in den Ländern der Adressaten zur Kenntnis gebracht.
Allerdings nahm sich die Abteilung für fremde Interessen ein „gewisses Prüfungsrecht“ heraus. Sie leitete Proteste nach Möglichkeit als Originaltext weiter, behielt aber verletzende oder drohende Noten zurück. Im Rechenschaftsbericht werden zwei Ausnahmen als Beispiele genannt. Nach dem Sturz des faschistischen Ministerpräsidenten Benito Mussolini Ende Juli 1943 drohte die britische Regierung der italienischen mit Konsequenzen im Falle der Deportation britischer Kriegsgefangener von Italien nach Deutschland. Die amerikanische Regierung liess über die Schweiz „in scharfem Tone gehaltene Noten“ an diejenige Ungarns weiterleiten, um die Einstellung der Deportationen von Juden nach Auschwitz zu fordern.

### Finanzielle Unterstützung Schutzbefohlener
Die schweizerischen Gesandtschaften vor Ort gewährte bedürftigen Staatsangehörigen der Mandat erteilenden Mächte, Zivilpersonen wie auch Kriegsgefangenen, finanzielle Unterstützung. Diese wurden von den kriegsführenden Parteien entweder über Vorschüsse oder monatliche wie auch vierteljährliche Vergütungen der Schweiz zur Verfügung gestellt.  Die sogenannten „Freilebenden“ erhielten Unterstützung für den Lebensunterhalt, die Inhaftierten ein Taschengeld. Die Höhe der ausbezahlten Leistung war aber äusserst überschaubar:
„Die geleistete Hilfe war jedoch in vielen Fällen ungenügend und je nach den Verhältnissen sehr verschieden. Auch die Internierten, welche zwar in gewisser Hinsicht privilegiert waren, weil ihr materielles Leben einigermassen gesichert war, konnten mangels Verdienstmöglichkeiten […] meistens nicht einmal die primitivsten Kulturbedürfnisse befriedigen.“
Trotzdem hat die Schweiz bis Ende 1945 rund 245 Millionen Schweizer Franken an Unterstützung ausbezahlt.

### Schutz des fremden öffentlichen und privaten Eigentums
Durch die Übernahme der Interessensvertretung vor Ort ging exterritoriales Eigentum wie Amtsgebäude und Archive in den Besitz der Schweizer Schutzmachtabteilungen über. Das Schweizer Personal führte über die Besitzübernahme detaillierte Inventare. So sind noch Inventarlisten der Schweizer Schutzmachtabteilungen im Schweizerischen Bundesarchiv in Bern einsehbar. Gebäude und Räume, welche nicht für die Ausführung der Schutzmachttätigkeit dienlich waren, liessen die Schutzmachtabteilungen versiegeln.
Allerdings wurden die von der Schutzabteilung verwalteten Liegenschaften durch die fortschreitende Kriegsentwicklung zum Teil beschädigt oder zerstört. Auch war dieser Schutz nicht sakrosankt. So wurden nach der Besetzung des freien Frankreichs durch deutsche und italienische Truppen 1942 gewisse Aktenbestände aus der unter Schweizer Schutz stehenden amerikanischen Botschaft in Vichy entwendet oder die deutschen Gebäude im zur offenen Stadt erklärten Rom im Juni 1944 nach der Übernahme der „dortigen Schweizer Gesandtschaft“ auf Sprengstoff durchsucht und der völkerrechtliche Schutz dieser Extraterritorialität als missbräuchlich erklärt: Der Missbrauch „konnte in Vichy nicht erwiesen werden, wohl aber in Rom, wo im Botschaftskeller ein Sprengstofflager zum Vorschein kam.“
Privateigentum in aller Form (Mobilien, Immobilien, Patente, Warenzeichen, Urheberrechte etc.) stand dagegen nicht unter völkerrechtlichem Schutz. Die Schutzmacht beschränkte sich auf das Übermitteln von im Feindesland erlassenen Massnahmen und daraus resultierenden Auswirkungen auf die blockierten und/oder beschlagnahmten Objekte. Die Intention der Schweizer Delegationen hierbei war es, nach dem Abbruch der diplomatischen, wirtschaftlichen und finanziellen Beziehungen zwischen den Konfliktparteien für ausländische Regierungen oder private Firmen bei der Geschäftsabwicklung eine erträgliche Übereinkunft zu finden.